# Dombeya reclinata
Dombeya reclinata är en malvaväxtart som beskrevs av Eugène Jacob de Cordemoy. Dombeya reclinata ingår i släktet Dombeya och familjen malvaväxter. Inga underarter finns listade i Catalogue of Life.